# Norman Whiteside
Norman Whiteside (* 7. Mai 1965 in Belfast) ist ein ehemaliger nordirischer Fußballspieler.

## Spielerkarriere

### Manchester United (1982–1989)
Norman Whiteside debütierte am 24. April 1982 mit 16 Jahren für Manchester United. Im Ligapokalfinale 1983 erzielte der 17-jährige die Führung für seine Mannschaft, verlor jedoch das Finale mit 1:2 nach Verlängerung gegen den FC Liverpool. Zwei Monate später gewann er mit seinem Team den FA Cup 1982/83 und erzielte im entscheidenden Wiederholungsspiel ebenfalls einen Treffer (2:2 n. V. und 4:0 gegen Brighton & Hove Albion). Im Europapokal der Pokalsieger 1983/84 zog United ins Halbfinale ein, scheiterte dort jedoch mit 1:1 und 1:2 an Juventus Turin. Einen weiteren Erfolg feierte Whiteside im FA Cup 1984/85, als er in der 110. Minute den goldenen Treffer für seine Mannschaft im Finale gegen den FC Everton erzielte. Seine beste Ligaplatzierung erreichte er in der Football League First Division 1987/88 mit dem Gewinn der Vizemeisterschaft hinter dem FC Liverpool.

### FC Everton (1989–1991)
1989 wechselte er zum FC Everton und erzielte in der Saison 1989/90 neun Treffer in 27 Ligaspielen. Nach nur zwei Spielen 1990/91 musste Norman Whiteside 1991 mit nur 26 Jahren seine Karriere aufgrund einer Knieverletzung beenden.

### Nordirische Nationalmannschaft (1982–1989)
1982 nahm er im Alter von 17 Jahren und 41 Tagen und damit als jüngster Spieler überhaupt bei einer Fußball-Weltmeisterschaft an der Fußball-WM in Spanien teil. Es folgte die WM-Teilnahme 1986 in Mexiko.

## Titel und Erfolge
- FA-Cup-Sieger: 1983 und 1985
- Ligapokalfinalist: 1983
- Vizemeister: 1988